# فريدريكو كامبوس
فريدريكو كامبوس (11 أبريل 1927 - 1 مارس 2021) سياسي برازيلي. شغل مرتين منصب عمدة مسقط رأسه كويابا. كما شغل منصب الحاكم الخامس والأربعين لماتو جروسو.

## السيرة الشخصية
كان كامبوس ابن شقيق الجنرال ديلرماندو جوميز مونتيرو. تم تعيينه عمدة كويابا من قبل ماتو غروسو حاكم بيدرو بيدروسيان ، وخدم من 1966 إلى 1969. عمل في حكومة الحاكم خوسيه غارسيا نيتو من 1975 إلى 1978. في ذلك العام عينه الرئيس إرنستو جيزل حاكمًا لماتو غروسو، وهو الشخص الخامس والأربعون الذي يشغل هذا المنصب.
في عام 1988 فاز كامبوس بأول انتخابات له ليصبح عمدة كويابا كعضو في حزب الجبهة الليبرالية، بعد أن شغل المقعد قبل 20 عامًا. في عام 2006 ترشح دون جدوى كعضو في حزب العمال البرازيلي في الجمعية التشريعية لماتو جروسو.
توفي فريدريكو كامبوس من جراء كوفيد 19 خلال الجائحة في البرازيل في كويابا في 1 مارس 2021 عن عمر يناهز 93 عامًا.